# Jimi Jamison

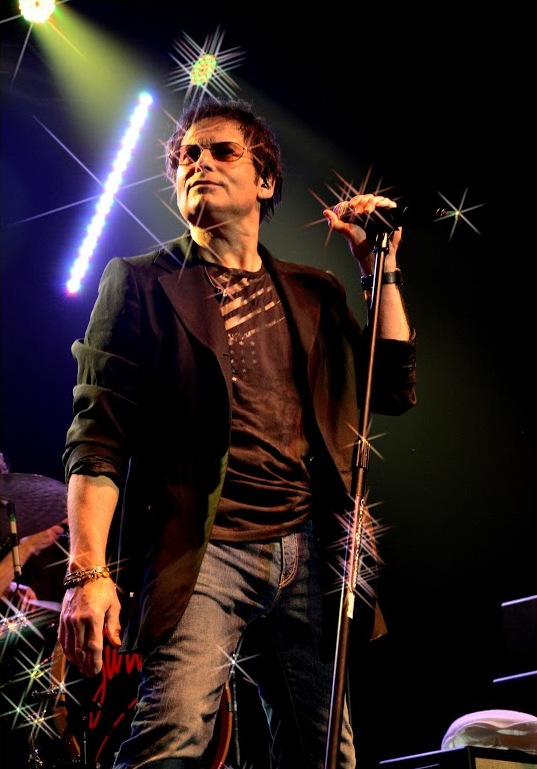
Jimi Jamison

Jimmy Wayne „Jimi“ Jamison (* 23. August 1951 in Mississippi; † 31. August 2014 in Memphis, Tennessee) war ein amerikanischer Rock-Sänger und Mitglied der Band Survivor. Seine markante Stimme prägte den Stil von Survivor, unter anderem bei dem Song Burning Heart.

## Leben und Karriere

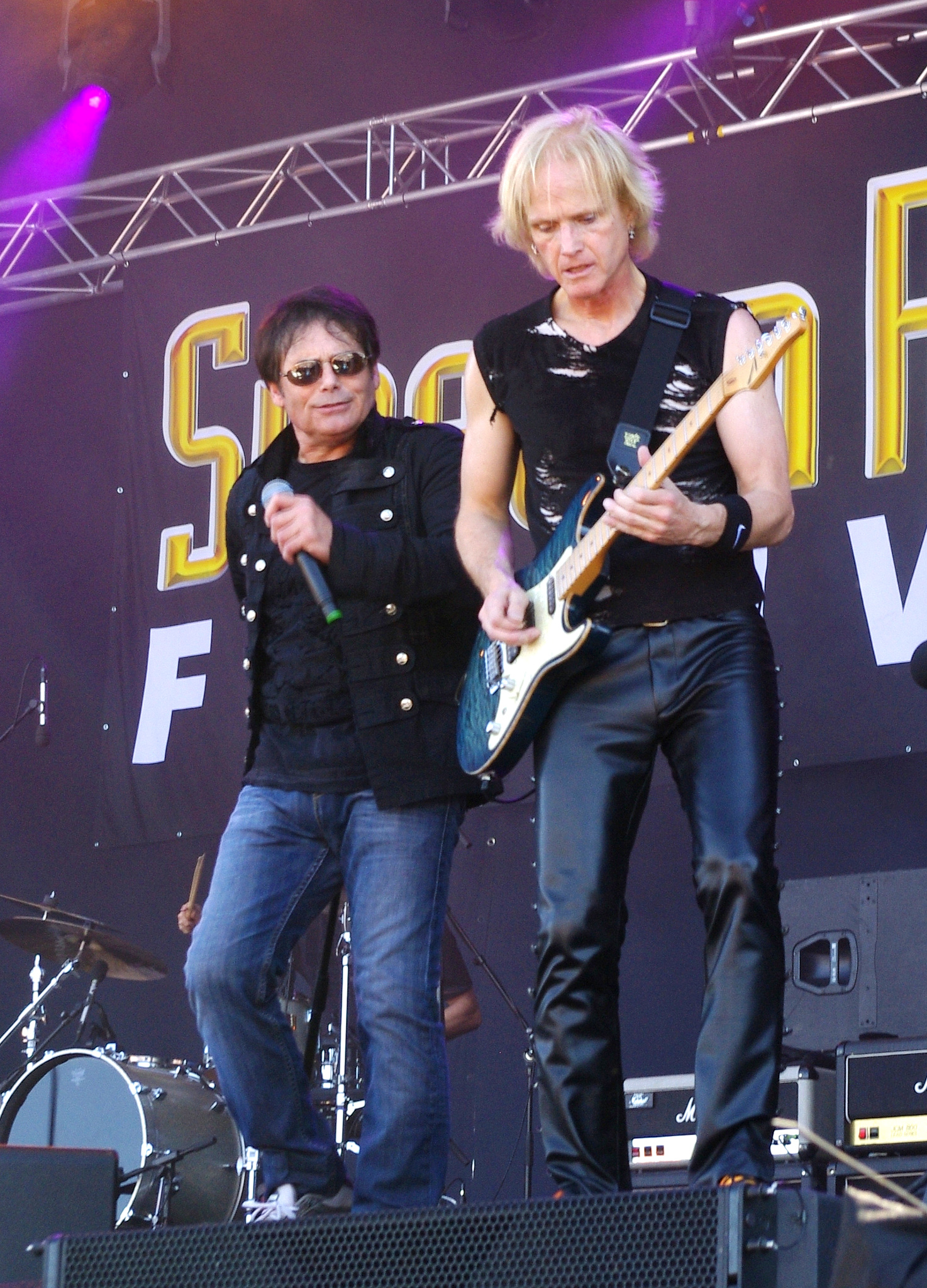
Jamison (links) 2013 bei einem Auftritt von Survivor

Jamison wurde 1951 im ländlichen Durant, Mississippi, geboren. Kurz nach seiner Geburt zog seine Mutter mit ihm nach Memphis, Tennessee. Er brachte sich Gitarre- und Klavierspielen bei und war in der Middle-School Mitglied in einer Band. In den späten 1970er Jahren war er Frontmann der lokalen Band Target, und 1982 wurde er Mitbegründer und Sänger der Band Cobra.
1983 beschloss der Sänger der Band Survivor, Dave Bickler, die Band wegen Stimmproblemen zu verlassen, und Jamison wurde neuer Sänger der Gruppe. 1989 wurde Jamison von der Hard-Rock-Band Deep Purple gebeten, den Platz von Ian Gillan als Sänger einzunehmen, da dieser ausgestiegen sei. Da Jamison jedoch gerade sein erstes Soloalbum mit dem Titel When Love Comes Down (1991) veröffentlicht hatte, war seine Plattenfirma gegen den Wechsel.
1993 verließ er Survivor und gründete die Band Jimi Jamison’s Survivor, die aber nur einen Hit mit dem Titel I'm Always Here hatte – welcher vor allem als Titelmelodie zur Fernsehserie Baywatch Bekanntheit erlangte. Von 2000 bis 2006 war Jamison ein zweites Mal der Sänger bei Survivor. 2007 gründete Jamison gemeinsam mit seinen ehemaligen Musikerkollegen Dave Smith, Jack Holder, Tony Black, Kevin Stewart und Pete Mendillo The Jimi Jamison Band. Sie spielten neben Klassikern von Survivor auch Neufassungen von Titeln der Gruppen ZZ Top und seiner alten Bands Cobra und Target.
Anfang 2008 fanden sich Jamison und Jim Peterik von Survivor erneut zusammen und unterschrieben für eine Platte bei Frontiers Records. Ihr gemeinsames Album erschien am 7. November 2008 unter dem Namen Crossroad Moments. 2010 erschien ihr nächstes Album mit dem Titel Extra Moments. Im Herbst 2011 veröffentlichten der Ex-Sänger von Toto, Bobby Kimball, und Jamison gemeinsam ein Album mit dem Titel Kimball Jamison. Das Album erschien bei Frontiers Records und wurde vom deutschen Musikproduzenten Mat Sinner (Primal Fear) aus Stuttgart produziert. Des Weiteren produzierten Jimi und Fred Zahl das Album HiStory von der Band One Man’s Trash, die auch Silvester 2011 in Berlin am Brandenburger Tor zur Prime Time spielte und anschließend tourte die Band in Frankreich, Holland und Deutschland. Im November 2011 stieg Jamison erneut bei Survivor als Sänger ein. Im Herbst 2012 erschien ein weiteres Soloalbum mit dem Titel Never too Late.
Am 31. August 2014 starb Jamison im Alter von 63 Jahren in seinem Haus in Memphis an einem Herzinfarkt.

### Weitere Aktivitäten
Jamison arbeitete für das Grammy Awards Committee und war Mitglied der AFTRA (American Federation of Television and Radio Artists), SAG (Screen Actors Guild) und NARAS (National Academy of Recording Arts and Sciences).
Jamison sang die Background Vocals bei Aufnahmen von ZZ Top, Krokus, der Jeff Healey Band und zahlreichen anderen Künstlern. Er hat gemeinsam mit Musikern wie zum Beispiel Joe Walsh erfolgreiche Songs geschrieben und war Mitverfasser und Sänger des Titellieds der Fernsehserie Baywatch.
Ein Jahr nach seinem Tod erschien das Album F4ur  des AOR-Musikprojekts Radioactive. Neben zahlreichen namhaften Musikern von Bands wie Toto und Kansas ist Jamisons markante Stimme im ersten Track dieses Albums noch einmal als Leadsänger zu hören.
In Deutschland wirkte Jamison als Gastsänger für die mit ihm befreundete Rockband Dominoe und dem von Dominoe-Mitglied Robert Papst produzierten Album Naked But Dressed mit. Konzerte von Jamison in Deutschland wurden ebenfalls durch Dominoe-Musiker begleitet. Im Juni 2021 erschien der Remix des bereits im Jahr 2012 von Robert Papst produzierten Songs Comin' Home. Jörg Sieber singt mit Jamison im Duett.

## Alben

### Solo
- When Love Comes Down (1991)
- Empires (1999)
- Crossroads Moment (2009) mit Jim Peterik
- Extra Moments (2010) mit Jim Peterik
- Never too Late (2012)
- Rock Hard (2022) - postum release mit unveröffentlichten Songs von den „When love comes Down“ sessions + 3 bereits auf dem Album „When Love Comes Down“ veröffentlichten Songs[4]

### Target
- Target (1976)
- Target Captured (1977)

### Cobra
- First Strike (1983)

## Survivor
- Vital Signs (1984)
- When Seconds Count (1986)
- Too Hot to Sleep (1988)
- Reach (2006)

### One Man’s Trash
- HiStory (2011) mit Fred Zahl

### Kimball Jamison
- Kimball Jamison (2011) mit Bobby Kimball